# El sur (film 1992)
El sur è un film del 1992 diretto da Carlos Saura.